# Parafia Matki Bożej Nieustającej Pomocy w Aleksandrowie
Parafia Matki Bożej Nieustającej Pomocy w Aleksandrowie – parafia rzymskokatolicka należąca do dekanatu Józefów diecezji zamojsko-lubaczowskiej. 
Została utworzona w 1936. Mieści się pod numerem 441. Prowadzą ją księża diecezjalni.
Do parafii należą wierni z następujących miejscowości: Aleksandrów Pierwszy (część), Aleksandrów Drugi, Aleksandrów Trzeci, Aleksandrów Czwarty, Bukowiec, Margole